# Patriotismo económico
El patriotismo económico (recientemente reforzado como el "nuevo patriotismo económico") es un término utilizado para describir la práctica de tomar decisiones económicas que priorizan ciertos grupos, empresas o industrias en función de su estatus regional. Implica favorecer los intereses de una región específica sobre los intereses personales y conlleva una obligación moral hacia la comunidad que prevalece sobre las obligaciones hacia aquellos fuera de ella. El patriotismo económico puede abarcar diferentes áreas geográficas e implicar transferencias entre diferentes niveles de afinidad económica. No se limita al proteccionismo y puede incluir una variedad de enfoques políticos, desde medidas proteccionistas hasta estrategias de apertura de mercados. A diferencia del nacionalismo económico, el patriotismo económico enfatiza el apoyo y la promoción de la economía de la propia región sin abandonar el comercio estratégico o la inversión extranjera directa y sin restringir severamente la inmigración.
En los últimos años, el concepto de "nuevo patriotismo económico" ha ganado terreno, enfatizando la importancia de las capacidades productivas de una nación para su seguridad, estabilidad y bienestar general. El "nuevo patriotismo económico"  promueve la idea de que las naciones pueden construir economías sostenibles e inclusivas sin participar en una competencia de suma cero o perjudicar el desarrollo de otros países. Su estrategia implica dar prioridad a la producción nacional e invertir en diversas industrias y regiones.

## Visión general
El patriotismo económico, según la definición de Ben Clift y Cornelia Woll, se refiere a tomar decisiones económicas que priorizan ciertos grupos, empresas o industrias en función de su estatus regional. Implica una forma de parcialidad en asuntos económicos, donde los intereses de una región específica se consideran más importantes que los intereses personales. El patriotismo económico implica que las personas tienen una obligación moral hacia su comunidad que supera sus responsabilidades hacia aquellos fuera de ella. No se limita al proteccionismo y puede abarcar diferentes áreas geográficas, desde lo local hasta lo nacional y regional. El patriotismo económico abarca un alcance más amplio que el nacionalismo económico y es flexible en su definición de la unidad de lealtad. También implica transferencias entre diferentes niveles de afinidad económica, incluyendo los niveles supranacionales y subnacionales. El patriotismo económico puede abarcar una variedad de enfoques políticos, desde medidas proteccionistas hasta estrategias de apertura de mercados. Los responsables de formular políticas desempeñan un papel crucial al proporcionar incentivos para el crecimiento y apoyar políticas de competencia favorables.
En el contexto del control financiero sobre los grupos industriales, el concepto de patriotismo económico ha surgido como un medio para salvaguardar los intereses económicos vitales de un país. Sin embargo, la naturaleza regional o a veces multinacional de estos grupos dificulta establecer un vínculo directo con un estado específico. Esto plantea un problema al intentar aplicar el principio del patriotismo económico a estas entidades. A pesar de esto, los llamados al patriotismo económico persisten debido a la percepción de amenaza a los intereses económicos de un país. La sensibilidad del sector energético, en particular, ha resaltado la necesidad de una acción colectiva a nivel regional. Los problemas con las exportaciones de gas ruso han servido como un recordatorio de que los intereses y vulnerabilidades europeos se extienden más allá de las fronteras nacionales.

### El "nuevo patriotismo económico"
El concepto de "nuevo patriotismo económico" enfatiza la importancia de las capacidades productivas de una nación para su seguridad, estabilidad y bienestar general. Es una visión defendida por políticos estadounidenses como Ro Khanna, quienes buscan restaurar y diversificar la economía de la nación. El "nuevo patriotismo económico" promueve la idea de que las naciones pueden construir economías sostenibles e inclusivas sin participar en una competencia de suma cero o perjudicar el desarrollo de otros países. Robert Hockett señala que este enfoque se inspira en la lucha histórica de los Estados Unidos por la autonomía productiva, donde el país resistió el estatus colonial y abrazó la autosuficiencia. La estrategia del "nuevo patriotismo económico" implica centrarse en la producción nacional, invertir en diversas industrias y regiones, así como garantizar la justicia social y económica para todos los ciudadanos.

## Ejemplos
Durante su campaña presidencial de 2020, la senadora estadounidense Elizabeth Warren propuso una nueva política de patriotismo económico con el objetivo de apoyar a los trabajadores estadounidenses a través de la implementación de políticas e intervenciones gubernamentales. Esto incluye la creación de una nueva agencia gubernamental, el Departamento de Desarrollo Económico, para consolidar programas de creación de empleo. La política también incluye medidas como gestionar el valor de la moneda para impulsar las exportaciones, aumentar las inversiones federales en investigación y desarrollo posiblemente con condiciones para la producción nacional, fomentar la promoción de las exportaciones, aprovechar el poder adquisitivo del gobierno federal para crear mercados para productos fabricados en Estados Unidos y reestructurar los programas de formación de trabajadores. El objetivo de Warren con este patriotismo económico es brindar a los trabajadores e industrias estadounidenses la mejor oportunidad para competir a nivel mundial, invirtiendo principalmente en los trabajadores estadounidenses en lugar de disminuir a sus competidores.
El patriotismo económico también fue un concepto defendido por el presidente Barack Obama durante su mandato. Según Obama, su nuevo patriotismo económico se basaba en la idea de que una clase media próspera era crucial para el crecimiento de la economía. Tenía un plan integral para lograr esto, que incluía una serie de iniciativas destinadas a fortalecer la seguridad de la clase media. Algunos de los componentes clave de su plan incluían reformar el código tributario corporativo, poner fin a las beneficios fiscales para las empresas que trasladan empleos al extranjero, enfrentar prácticas comerciales injustas, invertir en educación y formación para los trabajadores y crear institutos de innovación.
El representante estadounidense Ro Khanna ha abogado por un plan de "Nuevo Patriotismo Económico" para restaurar el liderazgo estadounidense en la fabricación y tecnología, y para respetar a los trabajadores que ayudarán a lograr ese objetivo. Khanna afirma que las políticas comerciales fallidas del país con China han provocado la pérdida de millones de empleos bien remunerados y han perjudicado desproporcionadamente tanto a los trabajadores urbanos afroamericanos como a los trabajadores de manufactura de pequeñas ciudades rurales. Argumenta que el gobierno federal debería asociarse con el sector privado para financiar la modernización de fábricas en regiones manufactureras con préstamos de interés bajo o nulo. Anima a invertir en la próxima generación de trabajadores y proporcionar subvenciones para apoyar la innovación en nuevos procesos de fabricación y mejoras en la productividad. El plan también establecería un Consejo Nacional de Desarrollo Económico para reunir a los jefes de diferentes agencias, economistas y líderes empresariales y educativos para garantizar que los componentes clave de las cadenas de suministro se realicen en los Estados Unidos o en socios cooperativos. Khanna argumenta que este plan no solo se trata de crear empleos, sino también de unificar regiones de estadounidenses con un renovado propósito compartido.
La empresa polaca de fabricación de ventanas Drutex ha demostrado patriotismo económico no solo distribuyendo sus productos a nivel mundial, sino también creando programas de investigación, desarrollando soluciones de tecnología de la información y empleando a ciudadanos polacos. Las actividades de la empresa generan beneficios significativos para la economía de Polonia, apoyando a otras empresas y sectores enteros, al mismo tiempo que contribuyen al presupuesto estatal y mantienen el nivel general de las marcas polacas.
El primer ministro de Hungría, Viktor Orban, ha impulsado un movimiento de patriotismo económico que enfatiza la intervención gubernamental y la importancia de adquirir y promover productos nacionales. Como parte de este esfuerzo, el gobierno respaldó una campaña para proteger la marca local Csiki frente a Heineken.
El presidente de Ucrania, Volodímir Zelenski, anunció en febrero de 2022 que tomaría medidas para mejorar la preparación defensiva de la nación, lo cual implicaría implementar un conjunto de nuevas medidas destinadas a promover el "patriotismo económico" y fortalecer las industrias nacionales. Entre las medidas se encontraban exenciones fiscales y un programa de estímulo destinado a fomentar que los fabricantes y los bancos se mantengan en Ucrania y contribuyan al crecimiento financiero del país.

## Historia
La frase "patriotismo económico" ha sido utilizada en diversos contextos a lo largo de la historia de Estados Unidos. En 1985, el término fue utilizado por William Safire en defensa de la Iniciativa de Defensa Estratégica de Reagan, también conocida como el sistema de defensa antimisiles "Guerra de las Galaxias", y se describió como el orgullo de la inversión militar. En 1992, el exsenador de Massachusetts Paul Tsongas promovió el "patriotismo económico" al abogar por la compra de productos estadounidenses. En 2012, la frase resurgió en el contexto de la campaña de reelección de Barack Obama, quien la utilizó para promover políticas centradas en empleos para la clase media, educación y capacitación, el crecimiento de pequeñas empresas y la innovación.

## Críticas
Algunos críticos argumentan que el patriotismo económico promueve políticas proteccionistas. Clift y Woll reconocen que el patriotismo económico puede ser un concepto controvertido, ya que puede llevar a políticas proteccionistas que perjudican el comercio internacional y la cooperación. Argumentan que el patriotismo económico debería equilibrarse con el reconocimiento de los beneficios de la integración económica global, y que las políticas deberían diseñarse para promover tanto los intereses económicos regionales como la cooperación internacional y el desarrollo de los mercados.
Conservadores estadounidenses como Kevin D. Williamson han señalado que el concepto de "patriotismo económico" ha sido promovido por los Demócratas en Estados Unidos, pero en su opinión carece de contenido intelectual sustancial. Williamson sugiere que los Demócratas utilizan el término para criticar a las empresas que se trasladan legalmente a países con impuestos favorables, mientras ignoran el hecho de que ellos mismos han insertado beneficios y excepciones especiales en el código tributario como incentivos para no mudarse. Además, ha resaltado similitudes desactualizadas entre la filosofía económica de los Demócratas y la idea de nacionalismo económico, que tiene una historia problemática asociada con la retórica fascista. En última instancia, argumenta que el "patriotismo económico" parece servir más a los intereses de la administración Obama y sus aliados en el Congreso que hacer lo que es mejor para el país, mientras que otros argumentan que se trata de ambas cosas.
Líderes empresariales franceses han criticado la política de "patriotismo económico" del gobierno, que interpretan típicamente como una estrategia para desalentar intentos de adquisición no deseados por parte de inversores extranjeros de empresas francesas esenciales (en lugar de fomentar la cooperación). Argumentan que la política es tanto proteccionista como ineficaz, y ha dañado la imagen de Francia a los ojos del mundo. La política adquirió prominencia después de que el gobierno reaccionara enérgicamente a los rumores de una oferta de adquisición de Danone por parte de PepsiCo y ante el interés de Enel en adquirir Suez, lo que llevó a planes de fusionar Gaz de France con Suez. El primer ministro Dominique de Villepin defendió la política, afirmando que todos los gobiernos toman medidas para defender los intereses económicos de sus países. En 2007, Alistair Darling, el nuevo canciller del Tesoro en Gran Bretaña, criticó la política del presidente francés Nicolas Sarkozy de fomentar campeones industriales nacionales, a lo que se refirió como "patriotismo económico". Darling argumentó que dichas políticas tenían naturaleza proteccionista y dañarían el libre comercio. Los funcionarios franceses, por otro lado, defendieron su política y desestimaron las preocupaciones sobre su impacto en los objetivos presupuestarios de la Unión Europea. Señalaron que los recortes de impuestos introducidos como parte del incentivo de patriotismo económico ayudarían a mejorar la posición competitiva de Francia mientras se cumplían las obligaciones europeas.